# Rhantus debilis
Rhantus debilis är en skalbaggsart som beskrevs av Sharp 1882. Rhantus debilis ingår i släktet Rhantus och familjen dykare. Inga underarter finns listade i Catalogue of Life.